# Blue Star Ferries

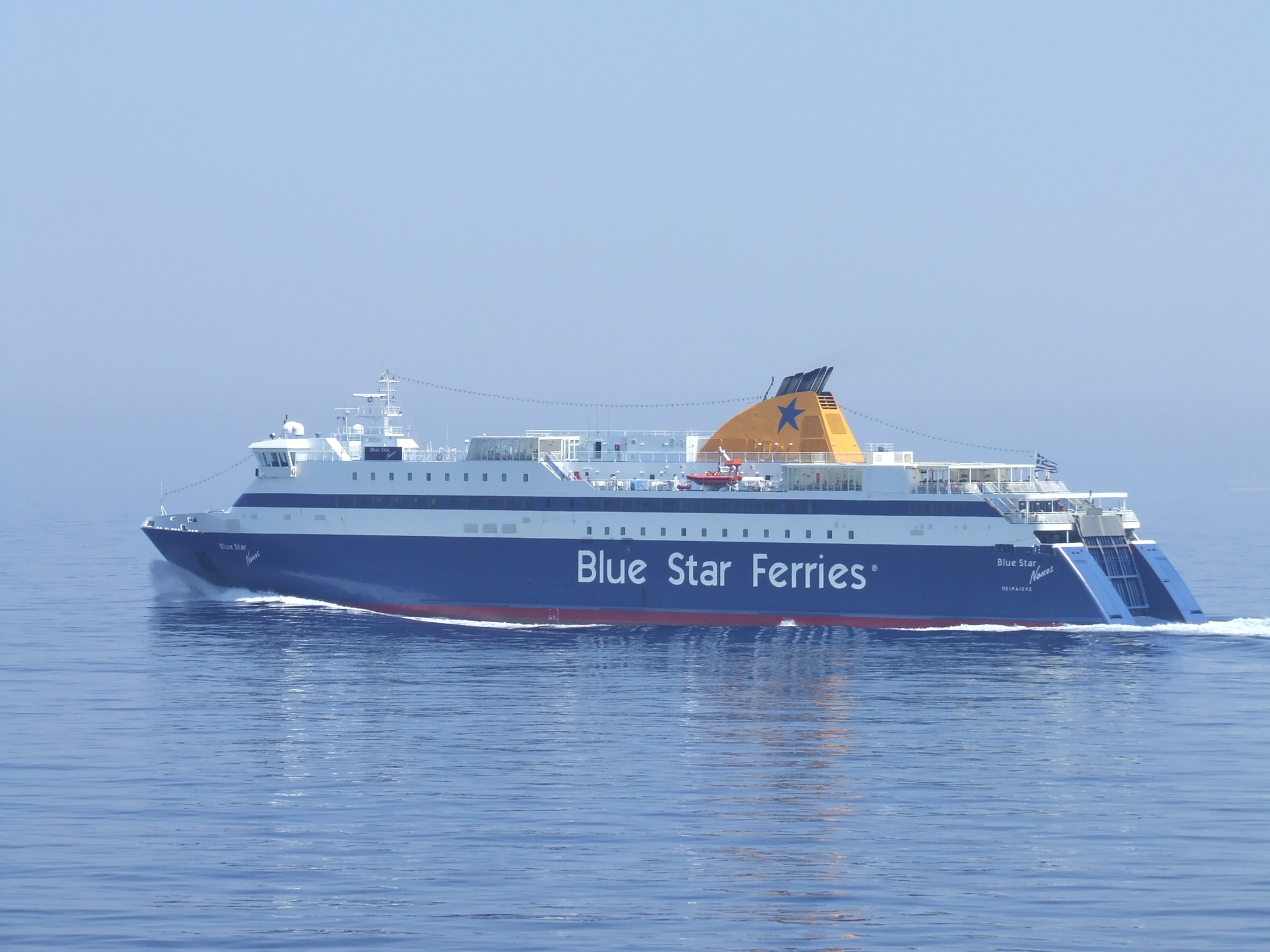
Ferryboot Blue Star Naxos in de buurt van het Griekse eiland Santorini

Blue Star Ferries is de merknaam van de Griekse rederij Blue Star Maritime S.A. Deze maakt samen met Superfast Ferries deel uit van de Attica Enterprises S.A.-groep, die genoteerd is aan de Effectenbeurs van Athene.
Blue Stars Ferries verzorgt veerdiensten voor passagiers en auto's op de Italië-Griekenlandroute en naar de Griekse eilanden. Het bedrijf is in 1965 opgericht onder de naam Strintzis Lines. Vanaf 2000 werkt de reder onder de naam Blue Star Ferries.
Van januari 2007 tot september 2008 was deze rederij tijdelijk actief op de Noordzee, waar zij met de ferryboot Blue Star 1 de verbinding verzorgde tussen Rosyth (Schotland) en Zeebrugge.

Blue Star Ferries is lid van de HELMEPA, the Hellenic Marine Environment Protection Association, een non-profitorganisatie die zich inzet voor minder milieuverontreiniging door schepen.

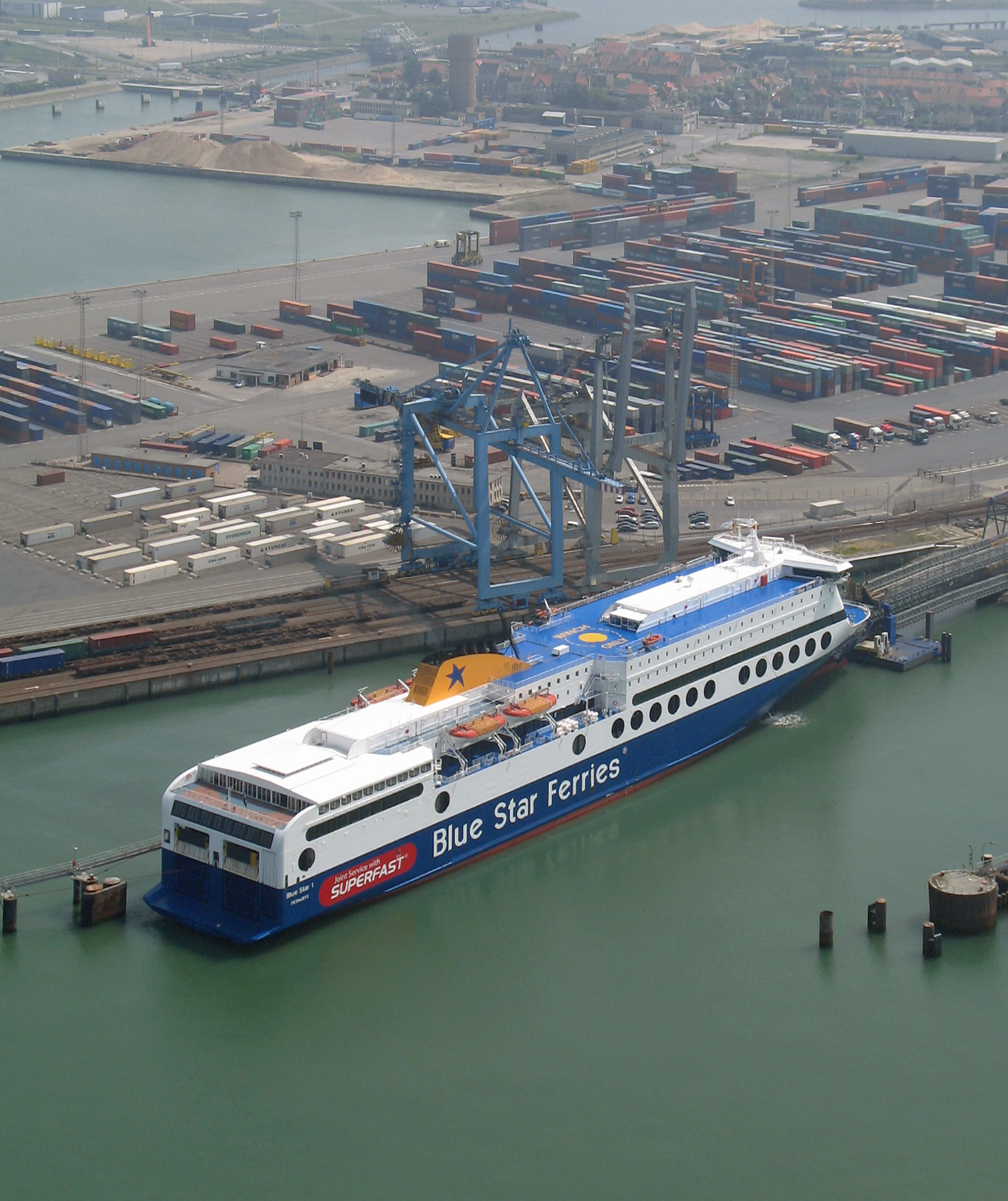
De Blue Star 1 in de haven van Zeebrugge, juni 2007